# Bass pedals
Il bass pedals (pedale del basso) è uno strumento musicale elettronico a toni bassi che viene azionato con i piedi, da seduti o in piedi. Consiste di una pedaliera di una sola ottava, e di un generatore di suoni interno.

## Storia
Originariamente era usato solo come parte di organi elettronici ed a canne (vedi pedale), il bass pedals è stato utilizzato anche come strumento indipendente nella musica pop e rock dalla fine degli anni '60, di solito per sostituire un basso elettrico.

## Modelli

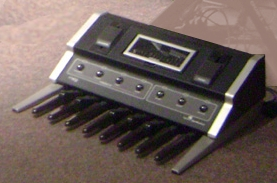
Bass pedals "Taurus" di Moog

Il bass pedals più famoso è il Moog Taurus. Il Taurus era un sintetizzatore analogico controllato da un pedale; è stato venduto da Moog Music, tra il 1976 e il 1981, come "sintetizzatore a pedale". Anche altre aziende hanno realizzato pedali per basso con la propria generazione di suoni negli anni '70, incluso JEN ed EKO. Inoltre, alcuni musicisti hanno rimosso le pedaliere dagli Hammond e altri organi elettronici in modo che potessero essere utilizzate indipendentemente come pedali del basso. 
Oggi vengono utilizzati quasi solo pedali del basso midificati che non hanno una propria generazione di suoni, ma controllano un modulo sonoro esterno.

## Uso
Grazie al suo design come pedale di una sola ottava, non è possibile suonare virtuosisticamente sul bass pedals - può essere utilizzato solo per toni di base o semplici sequenze di toni. Sebbene molti modelli siano tecnicamente in grado di generare note acute, le linee di basso profonde vengono quasi sempre suonate sul bass pedals. 
Un bass pedals viene solitamente utilizzato nella musica rock, quando il bassista suona anche la chitarra, su alcuni pezzi, e quindi non può azionare il basso con le mani. Questo è meglio conosciuto attraverso Mike Rutherford del gruppo rock britannico Genesis o Geddy Lee e Alex Lifeson dei Rush. I tastieristi usano anche i pedali del basso per completare i loro strumenti a tastiera manuali. 
Ulteriori esempi di utilizzo del bass pedals sono i gruppi Spirit e The Doors. Inoltre, gli Sportfreunde Stiller hanno usato un bass pedals nella loro canzone A Compliment e i The Doctors nella loro canzone Mysteryland.